# Cheongchun-manhwa
Cheongchun-manhwa (hangul: 청춘만화; hanja: 靑春漫畵) é um filme sul-coreano realizado e escrito por Lee Han e produzido por Han Seong-gu, foi protagonizado por Kwon Sang-woo e Kim Ha-neul. Estreou-se nos cinemas da Coreia do Sul a 23 de março de 2006.

## Elenco
- Kwon Sang-woo como Ji-hwan
  - Park Ji-bin como Ji-hwan (jovem)
- Kim Ha-neul como Dal-rae
  - Jung Min-ah como Dal-rae (jovem)
- Lee Sang-woo como Moon Young-hoon
- Jang Mi-inae como Kim Ji-min
- Jung Gyu-soo como Pai de Dal-rae
- Choi Jong-ryul
- Kang Ki-hwa
- Lee Young-lan
- Lee Kyeong-jin
- Park Kyeong-hwan
- Ku Hye-ryeong
- Jo Deok-je